# Highwood (Illinois)
Highwood je grad u američkoj saveznoj državi Ilinois. Prema popisu stanovništva iz 2010. u njemu je živjelo 5.405 stanovnika.